# 小行星6065
小行星6065（英語：6065）是一颗围绕太阳公转的小行星。1987年7月27日，埃莉諾·赫琳、R. S. Dunbar在帕洛马山发现了此天体。
这颗小行星的绝对星等为47.81418等。